# First Time (EP)
Pour l’article homonyme, voir First Time.
Albums
LP1
(2019)
First Time est le premier EP du chanteur anglais Liam Payne, sorti le 24 août 2018 sous le label Capitol Records. Il contient quatre chansons dont First Time, un duo avec le rappeur French Montana, sorti le même jour comme single principal. 

## Liste des chansons
| First Time | First Time    | First Time                                                     | First Time          | First Time | First Time | First Time | First Time | First Time | First Time |
| No         | Titre         | Auteur                                                         | Producteur(s)       | Durée      |            |            |            |            |            |
| ---------- | ------------- | -------------------------------------------------------------- | ------------------- | ---------- | ---------- | ---------- | ---------- | ---------- | ---------- |
| 1.         | First Time    | Stephen McGregor, Johnny Yukon, Karim Kharbouch, Matthew Burns | Di Genius, Burns    | 3:12       |            |            |            |            |            |
| 2.         | Home with You | Justin Tranter, Jason Gill, Brandon Skeie                      | Gill                | 3:01       |            |            |            |            |            |
| 3.         | Depend On It  | Robert McCurdy, Christopher Petrosino, Asia Whiteacre          | Steve Fitzmaurice   | 2:51       |            |            |            |            |            |
| 4.         | Slow          | Sam Preston, Carl Lehmann, Sylvester Sivertsen                 | Cutfather, MdL, Sly | 3:29       |            |            |            |            |            |
| 12:33      |               |                                                                |                     |            |            |            |            |            |            |

## Personnel
- Liam Payne – chant
- French Montana – chant
- Di Genius – production
- Burns – production
- Randy Merrill –  ingénieur
- Oak Felder – ingénieur
- Jacob Richards – assistant mixage
- David Nakaji – assistant mixage
- Rashawn Mclean – assistant mixage
- Jaycen Joshua – mixage
- Jason Gill – production, basse, batterie, ingénieur enregistrement, programmateur synthé
- Phil Tan – mixage
- Benjamin Rice – enregistrement ingénieur
- Brandon Skeie – chant
- Steve Fitzmaurice – production, ingénieur enregistrement
- Darren Heelis – basse, mixage
- Jules Gulon – assistant mixage
- Will Purton – ingénieur enregistrement, assistant
- Reuben James – piano
- Ben "Bengineer" Chang –  production
- Cutfather – production
- MdL – production
- Sly – production
- Bill Zimmerman –  ingénieur